# 蔡英傑
蔡英傑（1952年6月6日—），台灣高雄人，台灣生物化學學者，益生菌專家。

## 經歷
蔡英傑1952年6月6日生於台灣高雄市，日本東京大學農學博士。曾任國立陽明大學生化暨分子生物學系教授、生化所所長、醫學系生化科主任，東京大學生物科技系客座教授，教育部生技教育資源中心主任，衛生署中醫藥委員會委員。蔡英傑創設臺灣乳酸菌協會，並任第一、二屆理事長。擔任中華本草芳香保健協會理事長及養樂多、揚生生技、惠生研生技、益福生醫等多家公司的科技顧問。蔡英傑參與創設亞洲乳酸菌學會聯盟，擔任第二、三屆會長。籌辦主持第二屆 (2003年，臺北)、第四屆 (2007年，上海) 及第五屆 (2009年，新加坡) 亞洲乳酸菌大會。蔡英傑發起並主持2004～2006年「腸道健康公益宣導活動」，於2009年與中國食品科技學會及中國蒙牛公司，發起「腸道關愛公益活動」，擔任形象代言人。

## 著作
- 蔡英傑，《你不能沒腸識：頑固教授的24個腸道保健祕訣》，如何出版，2006年。
- 蔡英傑，《腸道內經：便便博士的順暢哲學》，中國友誼出版，2009年。
- 蔡英傑，《腸命百歲：腸道權威最新長齡保健大典》，時報出版，2010年。
- 蔡英傑，《腸命百歲 2：益生菌讓你不生病！》，時報出版，2012年。
- 蔡英傑,  《腸命百歲 3：快樂菌讓你不憂鬱》，時報出版，2019年。
- 蔡英傑,  《益生菌2.0大未來：人體微生物逆轉疾病的全球新趨勢》，方舟文化, 2020年。

## 外部連結
- 蔡英傑教授腸命百歲會談室 Facebook粉絲團專頁
- 蔡英傑 部落格（页面存档备份，存于）
- 英菌教授  蔡英傑 Youtube頻道 （页面存档备份，存于）